# Hoco globulat
L'hoco globulat (Crax globulosa) és una espècie d'ocell de la família dels cràcids (Cracidae) que habita la selva humida del sud-est de Colòmbia, est de l'Equador i del Perú, nord de Bolívia i oest del Brasil amazònic.